# Scutiphora
Scutiphora is een geslacht van wantsen uit de familie van de Scutelleridae (Pantserwantsen). Het geslacht werd voor het eerst wetenschappelijk beschreven door Guérin-Méneville in 1831.

## Soorten
Het genus bevat de volgende soort:

- Scutiphora pedicellata (Kirby, 1826)